# Morwell
Morwell è una città situata nel Gippsland, una regione che si trova a est dello stato del Victoria, in Australia. Morwell è il cuore del Victoria energy centre, il Latrobe Valley. È anche il centro amministrativo della città di Latrobe. Si pensa che il nome Morwell derivi dal termine aborigeno More Willie.

## Geografia fisica

### Clima
Durante il periodo estivo (che va da novembre a marzo) si hanno temperature massime di 26 °C e minime di 11 °C.
Durante il periodo invernale (che va da giugno a settembre) si hanno temperature massime di 17 °C e minime di 4 °C.
Le precipitazioni sono equamente distribuite durante tutto l'anno e variano dai 40 ai 78 mm.

## Sport
La città ha una squadra di football australiano che si chiama Morwell Football Club. In passato ha avuto una squadra calcistica,  i Gippsland Falcons, che per molti anni ha militato nella National Soccer League.